# IslamQA.info
IslamQA est un site web fournissant des informations Fondé par Muhammad Al-Munajjid, il est le site en langue arabe le plus populaire dans le monde,.

## Histoire
IslamQA.info, lancé en 1997 par Muhammad Al-Munajjid, a été l'un des premiers sites à fournir un service de fatwas en ligne. Le site web indique que « toutes les questions et réponses sur ce site ont été préparées, approuvées, révisées, modifiées ou annotées par Muhammad Saalih al-Munajjid, le superviseur de ce site ».

## Contenu
IslamQA est disponible en 12 langues, dont l'anglais, l'arabe, le bengali, le chinois, le russe, le français et l'espagnol. Le site propose des fatwas couvrant les principes de base de la foi, de l'étiquette et de la morale, de l'histoire de l'islam et de l'islamisme politique.

## Trafic
Selon Alexa Internet, en juin 2013, Islamqa.info a été classée 12038e dans le monde, avec un taux de rebond de près de 75 % (soit 75 % des visites constitués d'une seule page vue). Les moteurs de recherche représente 35 % des visites. En juillet 2015, Islamqa.info a été classée 6787e dans le monde, avec un taux de rebond de près de 69,9 % , 46,7 % des visites se faisant à partir des moteurs de recherche. En 2015, Alexa liste le site comme étant le plus populaire sur le thème de l'Islam.

### Les femmes
Le site web de vérification par les faits Punditfact a mentionné la justification avancée par Al-Munajjid au sujet de l'interdiction de conduire des véhicules pour les femmes, telle que publiée sur IslamQA.info, au moment de décider de l'exactitude de l'allégation selon laquelle l'Arabie saoudite était le seul pays à majorité musulmane qui ne permette pas aux femmes de conduire.
La fatwa a été citée disant : « Il est bien connu que (conduire) conduit à de mauvaises conséquences qui sont bien connues de ceux qui en font la promotion, comme le fait d'être seule sans gardien, de retirer son voile, le mélange téméraire avec les hommes, commettre des actions haram (péché) en raison de laquelle ces choses étaient interdites ».

### L'esclavage
L'une des fatwas d'IslamQA sur l'esclavage, notamment sur les hommes ayant des rapports sexuels avec des femmes esclaves, a été notée dans les médias comme de nombreuses autres fatwas publiées par des clercs islamiques, sur le rôle des femmes dans l'Islam. La fatwa a été citée disant qu'une femme musulmane « n'a pas le droit de s'opposer à ce que son mari possède des esclaves ou ait des rapports sexuels avec elles [...] Les oulémas sont unanimes à ce sujet, et personne n'est autorisé à voir cet acte comme interdit, ni à l'interdire. Celui qui le fait, est un pécheur, et agit contre le consensus des savants »,. Désignant le fondateur et superviseur général d'IslamQA  Muhammad Saalih al-Munajjid comme un « salafiste saoudien érudit et révéré » les journalistes Asra Q. Nomani et Hala Arafa ont cité une partie de sa fatwa : « Louange à Allah, l'Islam permet à un homme d'avoir des relations sexuelles avec son esclave femme, s'il a une femme ou des femmes, ou s'il n'est pas marié. Une esclave avec laquelle un homme a des relations sexuelles est connue comme une sariyyah (concubine) à partir du mot sir, ce qui signifie le mariage ».

### Autres fatwas
La fatwa d'Al-Munajjid sur l'homosexualité, qu'il a appelé « l'un des plus grands crimes, le pire des péchés et le plus odieux des actes », a été cité par le National Review comme un exemple des « restrictions oppressives et souvent brutales de la Charia contre l'homosexualité ».

## Controverse en Arabie saoudite
Le site a été interdit en Arabie saoudite car il émettait des fatwas indépendantes. En Arabie saoudite, seul le conseil des oulémas a l'entière responsabilité de la délivrance des fatwas. Le Conseil a le pouvoir exclusif d'émettre des fatwas par un édit royal, publié en août 2010 (alors que des restrictions avaient été mises en place depuis 2005, elles étaient rarement appliquées) ; ce mouvement a été décrit par Christopher Boucek comme « le dernier exemple de la façon dont l'état travaille à affirmer sa suprématie sur l'établissement religieux du pays ». IslamQA.info a quand même été interdit en juillet 2015.